# تشالاوبكر (مقاطعة إسلام آباد غرب)
تشالاوبكر (بالفارسية: چالاوبکر) هي قرية تقع في قسم حومة الجنوبي الريفي (مقاطعة إسلام آباد غرب) في إيران. يقدر عدد سكانها بـ 661 نسمة .